# Carlos Tévez
Carlos Alberto Tévez és un futbolista professional argentí. Va néixer el 5 de febrer de 1984 a Ciudadela, Província de Buenos Aires (Argentina). Juga de davanter a Boca Juniors.
El 6 de juny de 2015 formà part de l'equip titular de la Juventus que va perdre la final de la Lliga de Campions 2015, a l'Estadi Olímpic de Berlín per 1 a 3, contra el FC Barcelona.

## Clubs

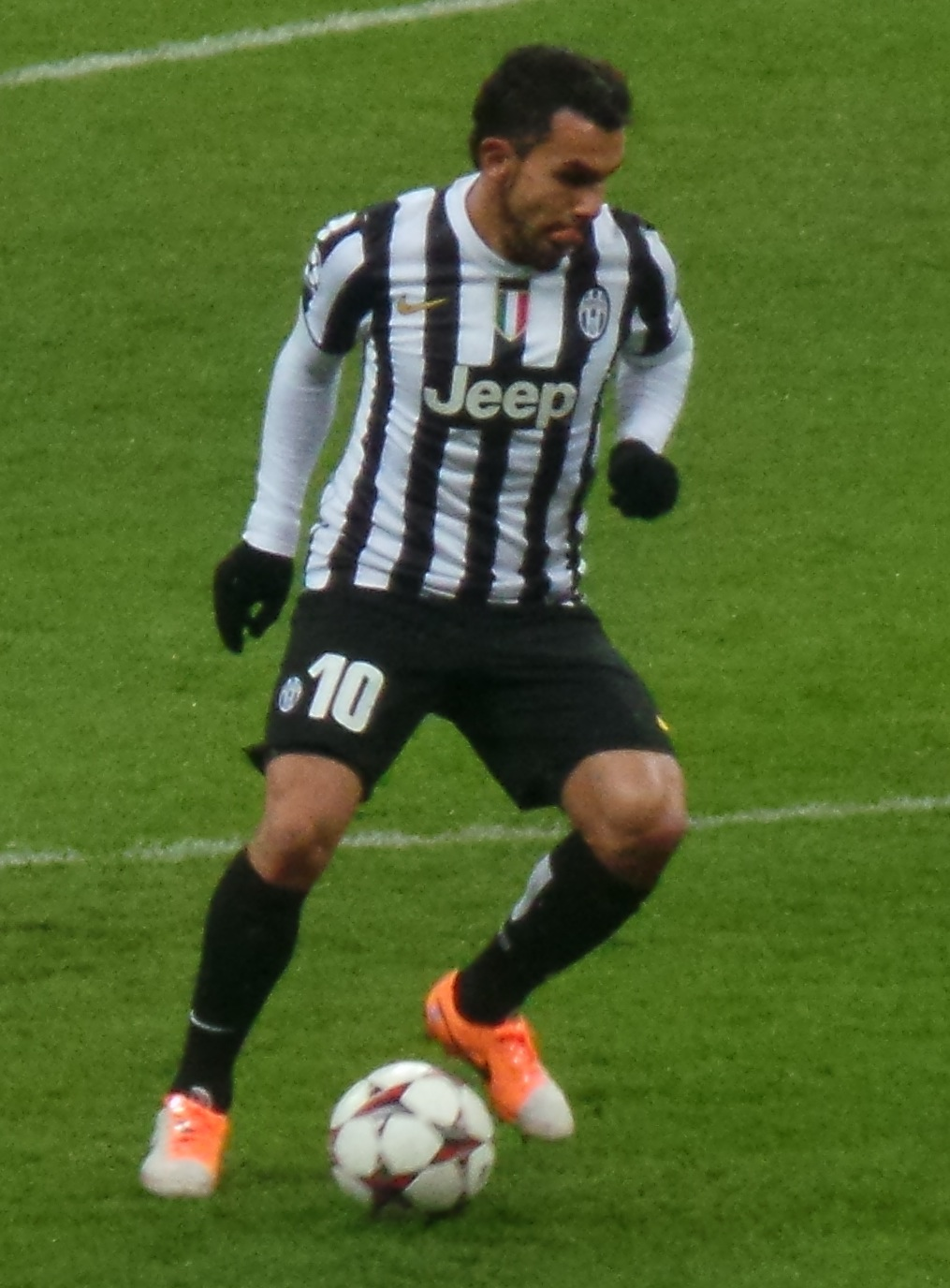
Carlos Tévez amb la Juventus, el 2013

| Club                 | País       | Any       |
| -------------------- | ---------- | --------- |
| Boca Juniors         | Argentina  | 2001-2004 |
| Corinthians          | Brasil     | 2005-2006 |
| West Ham United FC   | Anglaterra | 2006-2007 |
| Manchester United FC | Anglaterra | 2007-2009 |
| Manchester City FC   | Anglaterra | 2009-2013 |
| Juventus FC          | Itàlia     | 2013-2015 |
| Boca Juniors         | Argentina  | 2015-     |

## Estadístiques
| temp.   | club                 | país       | lliga               | part. | gols |
| ------- | -------------------- | ---------- | ------------------- | ----- | ---- |
| 2001/02 | Boca Juniors         | Argentina  | Primera Divisió     | 11    | 1    |
| 2002/03 | Boca Juniors         | Argentina  | Primera Divisió     | 32    | 11   |
| 2003/04 | Boca Juniors         | Argentina  | Primera Divisió     | 23    | 12   |
| 2004/05 | Boca Juniors         | Argentina  | Primera Divisió     | 9     | 2    |
| 2005    | Corinthians          | Brasil     | Brasileirão         | 24    | 10   |
| 2006    | Corinthians          | Brasil     | Brasileirão         | 29    | 21   |
| 2006/07 | West Ham FC          | Anglaterra | FA Premier League   | 26    | 7    |
|         | West Ham FC          | Anglaterra | FA Cup              | 1     | 0    |
|         | West Ham FC          | Anglaterra | Copa de la UEFA     | 2     | 0    |
| 2007/08 | Manchester United FC | Anglaterra | FA Premier League   | 34    | 14   |
|         | Manchester United FC | Anglaterra | FA Cup              | 2     | 1    |
|         | Manchester United FC | Anglaterra | Champions League    | 12    | 4    |
| 2008/09 | Manchester United FC | Anglaterra | FA Premier League   | 29    | 5    |
|         | Manchester United FC | Anglaterra | FA Cup              | 3     | 2    |
|         | Manchester United FC | Anglaterra | Football League Cup | 6     | 6    |
|         | Manchester United FC | Anglaterra | Champions League    | 8     | 2    |
|         | Manchester United FC | Anglaterra | Altres competicions | 4     | 0    |
|         | Total                |            |                     | 254   | 98   |

## Palmarès

### Campionats nacionals
| Títol               | Club                 | País       | Any     |
| ------------------- | -------------------- | ---------- | ------- |
| Torneig Obertura    | Boca Juniors         | Argentina  | 2003    |
| Brasileirão         | Corinthians          | Brasil     | 2005    |
| Premier League      | Manchester United FC | Anglaterra | 2007-08 |
| Community Shield    | Manchester United FC | Anglaterra | 2008    |
| Football League Cup | Manchester United FC | Anglaterra | 2009    |
| Premier League      | Manchester United FC | Anglaterra | 2008-09 |

### Copes internacionals
| Títol                                 | Equip (*)            | País       | Any  |
| ------------------------------------- | -------------------- | ---------- | ---- |
| Sud-americà Sub-20                    | Selecció Argentina   | Argentina  | 2003 |
| Copa Libertadores                     | Boca Juniors         | Argentina  | 2003 |
| Copa Intercontinental                 | Boca Juniors         | Argentina  | 2003 |
| Torneig Preolímpic Sud-Americà Sub-23 | Selecció Argentina   | Argentina  | 2004 |
| Medalla d'or Atenes 2004              | Selecció Argentina   | Argentina  | 2004 |
| Copa Sud-americana                    | Boca Juniors         | Argentina  | 2004 |
| Lliga de Campions                     | Manchester United FC | Anglaterra | 2008 |
| Campionat del Món de Clubs            | Manchester United FC | Anglaterra | 2008 |

(*) Incloent la Selecció

### Distincions individuals
| Distinció                                           | Any  |
| --------------------------------------------------- | ---- |
| Futbolista de l'any a Sud-amèrica                   | 2003 |
| Màxim golejador del Torneig de Futbol a Atenes 2004 | 2004 |
| Futbolista de l'any a Sud-amèrica                   | 2004 |
| Futbolista de l'any a Sud-amèrica                   | 2005 |
| "Millor jugador del Campionat Brasiler - CBF        | 2005 |
| Millor jugador de l'Any al West Ham United FC       | 2007 |